# Provincia de Nueva Andalucía y Paria
La Provincia de Nueva Andalucía y Paria (in italiano provincia di Nuova Andalusia e Paria), o semplicemente provincia di Nuova Andalusia, in seguito chiamata provincia di Cumaná, fu un'entità politica creata nella regione orientale del Reino de Tierra Firme, nell'attuale Venezuela. Riunì i territori precedenti legati alla Nuova Andalusia (creata nel 1536) e Paria in un'unica entità, fondata il 27 maggio 1568 con Diego Hernández de Serpa come primo governatore, con un titolo a vita.

## Storia
La provincia di Nuova Andalusia e Paria includeva territori degli attuali stati di Sucre, Anzoátegui, Monagas e l'isola di Trinidad. Le sue città più importanti erano Cumaná, la capitale provinciale, e Nuova Barcelona.
Nel corso degli anni, durante il periodo coloniale e lo sviluppo della provincia, i territori di Guayana e Trinidad divennero province indipendenti rispetto a quella di Cumaná.
Nuova Andalusia era delimitata a sud dalla provincia di Guayana, creata nel 1585, mentre la provincia di Venezuela occupava il confine occidentale.
Nel 1633, Juan de Orpín istituì il governo di Nuova Catalogna con parti dei governatorati di Venezuela e Nuova Andalusia, comprese tra il capo Codera, l'attuale città di Cariaco e il fiume Orinoco, da cui nacque la città di Nuova Barcelona il 12 febbraio 1638.
Nel 1654, Nuova Catalogna fu integrata nella Nuova Andalusia. Nel 1726 era costituita dai territori di Cumaná, Barcelona e l'isola di Trinidad. Nel 1731 fu nuovamente unita a Guayana, con entrambe le province sotto la giurisdizione dell'Audiencia Reale di Santo Domingo e della Capitaneria generale di Santo Domingo, e a sua volta del Vicereame della Nuova Spagna, fino al 1739.
Con la ricostituzione del Vicereame della Nuova Granada, passò sotto la sua giurisdizione, e quindi sotto l'Audiencia Reale di Santafé, fino al 1777.
Proprio in quest'ultimo anno, fu completamente incorporata in quella che storicamente è conosciuta come la Capitaneria Generale del Venezuela, insieme alle province di Barinas, Trinidad, Margarita, Venezuela o Caracas, Mérida-Maracaibo e Guayana.
A partire dal 5 luglio 1811, dichiararono la loro indipendenza e destituirono l'ultimo governatore spagnolo, Joaquín Puelles Tariego.